# Secretaría de Educación (Argentina)
La Secretaría de Educación de Argentina es una de las secretarías del Ministerio de Capital Humano dependiente del Poder Ejecutivo Nacional.

## Historia
Fue creada en 1983 como secretaría del Ministerio de Educación y Justicia.
En marzo de 1990 fue reducida a subsecretaría. En abril de 1991 pasó a depender del Ministerio de Cultura y Educación y en agosto del mismo año la subsecretaría recuperó su estatus de secretaría.
En 1999 la cartera de educación quedó compuesta por las secretarías de Educación Básica y de Educación Superior. Posteriormente el Poder Ejecutivo re-creó la Secretaría de Educación (en el ámbito del Ministerio de Educación, Ciencia y Tecnología) en febrero de 2002.

## Titulares
| Titular           | Partido | Partido       | Período                                       | Ministro          | Presidente        |
| ----------------- | ------- | ------------- | --------------------------------------------- | ----------------- | ----------------- |
| Adriana Puiggrós  |         | Frente Grande | 19 de diciembre de 2019-19 de agosto de 2020  | Nicolás Trotta    | Alberto Fernández |
| Marisa Díaz       |         | Independiente | 20 de agosto de 2020-30 de septiembre de 2021 | Nicolás Trotta    | Alberto Fernández |
| Silvina Gvirtz    |         | Independiente | 1 de octubre de 2021-10 de diciembre de 2023  | Jaime Perczyk     | Alberto Fernández |
| Carlos Torrendell |         | Independiente | 10 de diciembre de 2023-actualidad            | Sandra Pettovello | Javier Milei      |

## Subsecretarías
| Subsecretaría                                       | Titular                |
| --------------------------------------------------- | ---------------------- |
| Subsecretaría de Políticas e Innovación Educativa   | Alfredo Vota           |
| Subsecretaría de Información y Evaluación Educativa | María Cortelezzi       |
| Subsecretaría de Políticas Universitarias           | Alejandro Álvarez (h.) |
| Secretaría del Consejo Federal de Educación         | José Manuel Thomás     |
| Subsecretaría de Gestión Administrativa             | María Inés Brogin Alba |